# Szczękogębe
Szczękogębe (Gnathostomulida) – typ drobnych zwierząt morskich, obejmujący około 100 gatunków. Wraz z wrotkami i drobnoszczękimi zaliczane do kladu Gnathifera.

## Systematyka
Filogeneza tej grupy nie została w pełni ustalona. Klasyfikacja szczękogębych oparta jest na budowie szczęk, plemników i układu rozrodczego. Wyróżnia się dwie grupy, zwykle klasyfikowane w randze rzędów:
- Filospermoidea
- Bursovaginoidea

Rząd Bursovaginoidea dzieli się dalej na podrzędy Scleroperalia i Conophoralia.

## Budowa
Robakowate zwierzęta o długości ciała od 40 μm do 4 mm. Pokryte urzęsionym nabłonkiem, charakteryzującym się występowaniem tylko jednej rzęski na poszczególnych komórkach. Brak jamy ciała, funkcje szkieletu hydrostatycznego pełnią rozrośnięte komórki endodermy. Otwór gębowy położony subterminalnie po stronie brzusznej. Ciało podzielone jest na rostrum (odcinek leżący przed otworem gębowym), tułów i, u niektórych gatunków, krótki ogon. U przedstawicieli grupy Filospermoidea rostrum jest wydłużone, podczas gdy u Bursovaginoidea jest krótkie i dodatkowo wyposażone w czuciowe szczeciny.

Haplognathia filum, przedstawiciel rzędu Filospermoidea. Z lewej strony widoczne szczęki.

Układ pokarmowy składa się z muskularnej gardzieli oraz jelita, brak natomiast otworu odbytowego. Cechą charakterystyczną dla przedstawicieli Gnathostomulida jest występowanie w gardzieli aparatu szczękowego, służącego do zgarniania pokarmu. W skład aparatu wchodzą parzyste szczęki oraz nieparzysta płytka bazalna.
Funkcję narządów wydalniczych pełnią parzyste protonefrydia.
W układzie nerwowym szczękogębych można wydzielić położony w rostrum mózg, zwój bukalny oraz kilka par podłużnych intraepidermanych pni nerwowych.
Szczękogębe nie mają układu oddechowego ani krwionośnego.

## Ekologia
Zwerzęta te żyją pomiędzy ziarnami piasku dna morskiego lub między cząsteczkami mułu. Występują przeważnie w strefach płytkich, najczęściej na głębokości do 25 m, rzadko głębiej. Są niewrażliwe na warunki beztlenowe; w środowiskach krańcowo ubogich w tlen a bogatych w siarczki mogą osiągać znaczne liczebności. Odżywiają się najprawdopodobniej beztlenowymi bakteriami siarkowymi. Poruszają się aktywnie pomiędzy ziarnami piasku lub cząstkami osadów morskich za pomocą rzęsek i ruchów całego ciała, niektóre formy także pływają. Ich cechą charakterystyczną jest zdolność do pływania wstecz przy pomocy urzęsienia (wśród zwierząt spotykana jeszcze jedynie u wirków z grupy Catenulida).

## Rozmnażanie i rozwój
Wszystkie poznane gatunki są hermafrodytyczne, choć u niektórych najpierw dochodzi do wykształcenia narządów i gamet męskich (protoandria). U przedstawicieli grupy Filosermoidea plemniki są uwicione i nitkowate. W czasie kopulacji pakiet spermy zostaje umieszczony na powierzchni ciała partnera przy pomocy muskularnego penisa. Następnie plemniki aktywnie przewiercają się przez nabłonek i zapładniają jaja znajdujące się w nieparzystym jajowodzie. Bursovaginoidea charakteryzują się z kolei występowaniem tak zwanej bursy i położonej na grzbiecie waginy. W czasie kopulacji jeden z osobników penetruje penisem waginę i umieszcza pakiety spermy wewnątrz bursy. Zapłodnienie jest wewnętrzne. Przedstawiciele podrzędu Conophoralia posiadają muskularny penis, ich plemniki (tzw. conuli) są nieuwicione i charakteryzują się bardzo dużymi rozmiarami (do 75μm). Scleroperalia posiadają natomiast penis wyposażony w kutykularny sztylet, natomiast ich plemniki, również nieuwicione, są karłowate (2-3 µm).
Stosunkowo niewiele wiadomo na temat rozwoju Gnathostomulida. Po zapłodnieniu wewnętrznym zygota rozwija się w jaju, które w pewnym momencie najprawdopodobniej rozrywa ściany ciała zwierzęcia i jest uwalniane do środowiska. Po pewnym czasie z jaja wykluwa się osobnik juwenilny, podobny do dorosłego (rozwój prosty). Szczękogębe wykazują bruzdkowanie spiralne.

## Pokrewieństwa w obrębie zwierząt
Szczękogębe należą do zwierząt pierwoustych, w obrębie których zaliczane są do dużego kladu Spiralia, charakteryzującego się występowaniem bruzdkowania spiralnego.
Początkowo Gnathostomulida zostały opisane jako rząd w obrębie wirków. W 1969 roku Riedl zaproponował wyłączenie ich jako osobnego typu. Przez długi czas uważano szczękogębe za blisko spokrewnione z płazińcami, aczkolwiek niektórzy autorzy zwracali uwagę na podobieństwa w ultrastrukturze szczęk między Gnathostomulida a wrotkami. Badania molekularne początkowo wskazywały na pokrewieństwo z płazińcam, brzuchorzęskami lub szczecioszczękimi. Ostatnie dane molekularne wspierają wysuniętą na podstawie podobieństwa w budowie szczęk hipotezę kladu Gnathifera, w myśl której szczękogębe stanowią grupę siostrzaną do wrotków i drobnoszczękich (łączonych w klad Syndermata).